# Liar! Liar!
Liar! Liar! – dwudziesty trzeci singel japońskiego zespołu B’z, wydany 8 października 1997 roku. Osiągnął 1 pozycję w rankingu Oricon i pozostał na liście przez 8 tygodni, sprzedał się w nakładzie 794 080 egzemplarzy. Singel zdobył status potrójnej platynowej płyty.
Utwór tytułowy został wykorzystany w reklamie programu MUSIC FREAK TV stacji PerfecTV!.

## Lista utworów
| Nr | Tytuł                       | Czas |
| -- | --------------------------- | ---- |
| 1. | „Liar! Liar!”               | 3:22 |
| 2. | „Biri biri” (jap. ビリビリ) | 3:33 |

## Muzycy
- Tak Matsumoto: gitara, kompozycja i aranżacja utworów
- Kōshi Inaba: wokal, teksty utworów, aranżacja
- Hideo Yamaki: perkusja (#2)
- Akihito Tokunaga: gitara basowa (#1), aranżacja

## Notowania
| Lista                                  | Pozycja |
| -------------------------------------- | ------- |
| Oricon Weekly Singles Chart            | 1       |
| Oricon Monthly Singles Chart           | 1       |
| Oricon Yearly Singles Chart (rok 1997) | 20      |